# Grób Cyrusa II Wielkiego
Grobowiec Cyrusa, mauzoleum Cyrusa (perski: آرامگاه کوروش بزرگ trl. ārāmgāh-e kurosh-e bozorg) – grobowiec wzniesiony w VI w. p.n.e. dla władcy Persji Cyrusa II Wielkiego. Znajduje się około 1 km na południowy zachód od pałacu w Pasargadach w Iranie.
Według źródeł greckich datowany na lata między zwycięstwem nad Astyagesem 
(550 p.n.e.), a początkiem panowania Kambizesa (529 p.n.e.). Według badań archeologicznych został wybudowany, tak jak całe Pasargady, po zdobyciu Sardes w latach 546-530 p.n.e.
Najobszerniejszy starożytny opis wyglądu i historii mauzoleum Cyrusa pochodził z zaginionej relacji Arystobula, który, na rozkaz Aleksandra Macedońskiego kierował najpierw jego ozdabianiem, a potem naprawą. Na jego relacji opierają się przekazy Strabona (przytacza dodatkowo bardzo krótko relację Onesikiritosa) i Arriana, w części także przekaz Plutarcha. O źródłach opowieści Kwintusa Kurcjusza Rufusa, innego antycznego pisarza, który opowiadał o grobowcu, niewiele wiadomo.

## Historia

Grób Cyrusa II Wielkiego

Po śmierci Cyrusa na wojnie, jego zabalsamowane ciało zostało dostarczone do Pasargad i złożone w Mauzoleum, gdzie spoczywało nienaruszone przez niemal dwieście lat.
Arrian podaje w Anabazie Aleksandra (gr. Ἀλεξάνδρου ἀνάβασις), że w Pasargadach w królewskich ogrodach, otoczony gajem różnorakich drzew, nawadnianym strumieniami i łąką z trawą wysoką, znajdował się grobowiec Cyrusa. Wewnątrz znajdowała się złota trumna z ciałem Cyrusa, przy niej łoże z nogami kutymi ze złota, dywany z tkanin babilońskich, puszyste i szkarłatne, na łożu stroje przepięknej roboty: babilońskie, medyjskie, w fioletach, purpurze i innych kolorach. Obok naszyjniki, szable i złote kolczyki wysadzane szlachetnymi kamieniami. Na łożu leżała także broń wielkiej wartości której używał Cyrus, oraz inskrypcja której dokładne brzmienie niestety zaginęło. Według Strabona napis brzmiał (Strabo. XV.3.7): 
Przechodniu! Jam Cyrus który stworzył Perskie Imperium, i Azji był królem!
Nie pozbawiaj mnie pomnika.
Wersja alternatywna wg Plutarcha brzmiała (Plut. Alex.69):
O człecze, kimkolwiek jesteś, skądkolwiek przychodzisz, a wiem, że przyjdziesz, jam Cyrus, który stworzył Perskie Imperium.
Nie żałuj mi przeto tej ziemi odrobiny która otula/okrywa me członki/ciało.
Podczas plądrowania i przygotowań do spalenia pałaców Persepolis w 330 r. p.n.e. Aleksander Macedoński udał się do Pasargad odwiedzić grób Cyrusa Wielkiego (Strabo.  XV.3.7) którego podziwiał (był zwany "philokyros" - "przyjaciel Cyrusa"
), a jego celem było przewyższyć go w podbojach.
Według Arystobula, zgodnie z przekazami dwóch greckich autorów, była to pierwsza z dwóch wizyt Aleksandra w grobowcu Cyrusa. Wtedy Arystobul wykonał rozkaz – dostać się do środka i udekorować grobowiec, który był jeszcze w idealnym stanie.

### Profanacja grobowca

Animacja

Po raz drugi Aleksander odwiedził grobowiec po powrocie z wyprawy do Indii. W czasie jego wizyty okazało się, że grobowiec został splądrowany. 
O zbezczeszczeniu grobowca opowiadają antyczni historycy: Flawiusz Arrian, Kwintus Kurcjusz Rufus, Plutarch i Strabon, przy czym historia opowiadana przez Kurcjusza mocno różni się od przekazu pozostałych. 
Według Kurcjusza rabusie wynieśli z grobowca całe złoto i srebro, a Aleksander «poza zmurszałą tarczą króla, dwoma łukami scytyjskimi i akinakiem (sztyletem) nic nie znalazł» (sed praeter clipeum eius putrem et arcus duos Scythicos et acinacem nihil repperit – Curt.  X.1.31).
W tym czasie satrapą Pasargad był Orksines "wyróżniający się wśród wszystkich barbarzyńców wysokim urodzeniem i bogactwem"
(nobilitate  ac  divitiis  inter  omnes  barbaros  eminens  –  Curt.  X.1.22), którego eunuch Aleksandra Bagoas (mszcząc się za obelgi Persa) oskarżał o "chciwość, czasem nawet zdradę." 
(avaritiae,  interdum  etiam  defectionis  arguebat  –  Curt.  X.1.29), w tym o splądrowanie grobowca. Ulegając kłamstwu rozzłoszczony Aleksander pozwolił Bagoasowi osobiście zabić satrapę.
Według relacji opartych na Arystobulu: wszystko zostało skradzione, oprócz połamanych mar i trumny. Z trumny, którą próbowano rozbić, by łatwiej ją wynieść, wyjęto zwłoki, nadal widoczne były ślady uderzeń intruzów, którzy, najwyraźniej musieli uciekać nie realizując do końca swoich zamiarów.  Aleksander nakazał grobowiec uporządkować i przywrócić do stanu pierwotnego. Także i tym razem rozkaz wykonał Arystobul, który odnawiając grobowiec, zebrał pozostałe szczątki i kości do trumny, zamknął ją, naprawiając uszkodzenia, przywracając także całe pozostałe wyposażenie i ozdoby do stanu poprzedniego oraz dawnej świetności. Wejście zablokował kamieniami i gliną, zostawiając na nich królewskie pieczęcie (Arr. Anab. VI.29.9-10).
Strabon i Arrian, nadal powołując się na Arystobula, podają, że grobowiec został splądrowany, mimo że był strzeżony przez magów, dziedzicznych strażników i kapłanów, którzy otrzymywali jedną owcę i pewną ilość jedzenia i wina dziennie oraz jednego konia miesięcznie na ofiarę dla Cyrusa (Arr. Anab. VI.29.7)(Strabo. XV.3.7).
Aleksander pojmał magów i torturował ich, by wydali tych, którzy dopuścili się grabieży. Jednak poddani torturom, nie przyznali się, ani nie wydali nikogo innego. Nie zostało w żaden sposób dowiedzione, że byli współwinni zdarzenia. Więc zostali uwolnieni (Arr. Anab. VI.29.11). Strabon wciąż za Arystobulem stwierdza, że sprawcami grabieży w grobowcu byli raczej rabusie, a nie satrapa, ponieważ zostawili wszystko, czego nie mogli łatwo wynieść, oraz że był to jeden z aktów wynikających z ogólnego rozprężenia spowodowanego wielkim oddaleniem Baktrii i Indii oraz długim czasem nieobecności Aleksandra i jego armii tam wojujących (Strabo. XV.3.7). Wszystko to w niczym nie zmieniło losu Orksinesa, który mimo to został powieszony za splądrowanie świątyń i grobów królewskich oraz niesprawiedliwe i bezprawne skazanie na śmierć wielu Persów (Arr. Anab. VI.30.2).
Z kolei według Plutarcha winnym grabieży i za to straconym był szacowny Macedończyk pochodzący z Pelli o imieniu Polymachos (Πολύμαχος). Plutarch oprócz podania własnej wersji inskrypcji z grobowca, twierdzi że sprawiła ona wielkie wrażenie na Aleksandrze, który nakazał wyryć obok jej greckie tłumaczenie (Plut. Alex.69.).
O tym, co stało się z ciałem i wyposażeniem grobowca po śmierci Aleksandra źródła milczą. Najprawdopodobniej został ostatecznie ograbiony w czasie późniejszych wojen.

## Architektura

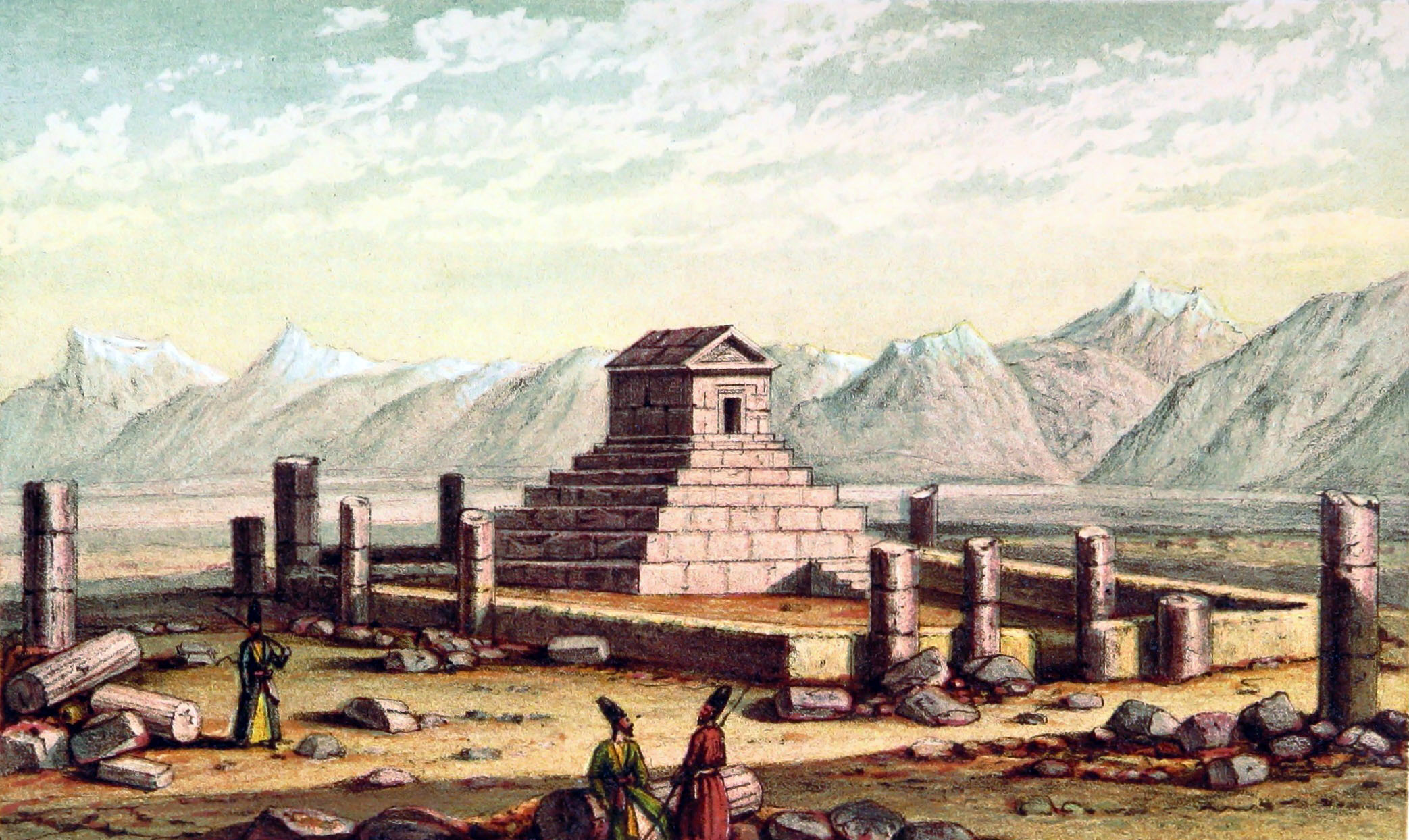
S. 621 z "A journey from London to Persepolis;...", Ussher, John, 1865.

Grobowiec leży przy drodze na południowy zachód od pałacu. Dominuje w południowej części doliny Morghab. Dzięki masywnej kamieniarce, gładkim powierzchniom i minimalnym dekoracjom grobowiec stwarza wrażenie dostojeństwa, prostoty i siły. Obiekt łączy w sobie dwa odrębne elementy: wysoki cokół złożony z sześciu zwężających się kondygnacji oraz skromną komnatę grobową. Całość, pierwotnie mająca wysokość nieco ponad 11 m, o podstawie 13,35×12,3 m, zbudowana jest z dużych starannie ciosanych wapiennych bloków. Najniższa kondygnacja cokołu ma średnio 1,65 m wysokości, dwie kolejne po 1,05 m, a trzy najwyższe po 57,5 cm (przy czym należy zauważyć, że dolna część najniższej kondygnacji jest niewykończona, bądź obrobiona inaczej, co zdaniem badaczy wskazuje, iż pierwotnie znajdowała się pod powierzchnią gruntu, która po wybudowaniu grobowca została podniesiona o 60 cm, co z kolei oznacza że trzy dolne kondygnacje miały identyczną wysokość po 1,05 m). W sumie cokół ma obecnie wysokość niemal 5,5 m. 
Najwyższa kondygnacja ma wymiary 6,4×5,35 m. 
Na nim stoi komora grobowa o wymiarach wewnętrznych 3,17×2,11×2,11 m i ścianach o grubości do 1,5 m. Nad komorą grobową wydrążona mała komora w dwuspadowym dachu, częściowo podzielona na dwie części ze względów konstrukcyjnych, ma 4,75 m długości i 85 cm wysokości. Drzwi o wysokości 1,39 m i szerokości 0,78 m z przejściem o długości 1,2 m.
Za krótkim korytarzykiem wejściowym znajduje się cella - komora grobowa: skromne pomieszczenie pierwotnie o gładkich, nagich ścianach, z wyjątkiem wąskiego, zaokrąglonego gzymsu tuż pod sufitem. Płytka nisza modlitewna, mihrab w południowo-zachodniej ścianie komory oraz misternie rzeźbiony "kompas" wskazujący Mekkę w południowym rogu u góry są głównymi widocznymi znakami, że grób służył jako centralna część średniowiecznego meczetu, który został założony przez atabega Sa'd I b. Zangi, we wczesnych latach XIII wieku naszej ery.
Także wystrój zewnętrzny był bardzo prosty. Modelowanie ościeżnicy wokół drzwi obecnie słabo zachowane stanowiły dwie płaskie listwy czołowe. Te płaskie podwójne listwy portalowe nad drzwiami zwieńczone zostały gzymsem z „cyma reversa” o podwójnej krzywiźnie górnej wypukłej, dolnej wklęsłej. Proste, gładkie ściany boczne podobnie jak nad drzwiami zakończone u góry „cyma reversa” zwieńczoną geisonem lub koroną, czyli wystającym elementem gzymsu o pionowej powierzchni. Ponad drzwiami, pod szczytem znajdowała się półmetrowa kamienna rozeta z 24 płatków, otoczonych z zewnątrz 24 promieniami, a wewnątrz z 12 płatków. Obecnie bardzo poważnie uszkodzona.
Bloki kamienne łączone starożytną techniką anathyrosis polegającą na kładzeniu kamieni bez zaprawy, lica łączonych bloków kamiennych wykańczano tylko wzdłuż dwóch lub trzech brzegów, natomiast wnętrza przylegających lic były cofnięte i obrobione zgrubnie. Dodatkowo pionowe połączenia pomiędzy blokami były zmostkowane dwoma  klamrami typu „jaskółczy ogon” (wykonanymi z żelaza i ołowiu) co było szczegółem charakterystycznym dla czasów Cyrusa.
Grobowiec jest jedyną budowlą w Persji z frontonem. W czasach późniejszych muzułmanie postawili szereg kolumn po bokach pomnika, które zostały zebrane z terenów pałaców Pasargady. Obecnie nie ma śladów tych kolumn i innych konstrukcji wokół grobowca.
Identyfikacja opisanego monumentu jako grobowca Cyrusa opiera się na podstawie zgodności ze starożytnymi opisami Arriana i Strabona. Lokalnie był znany jako Mašhad-e Mādar-e Solaymān (grób matki Salomona).

### Źródła architektoniczne. Pochodzenie.
Mauzoleum Cyrusa jest obiektem dość wyjątkowym zarówno na tle wcześniejszej jak i późniejszej architektury perskiej, nie można bowiem wskazać żadnego oczywistego wzorca czy źródła. Z drugiej strony istnieją liczne, częściowe podobieństwa do wielu obiektów z całego imperium.
Dlatego pochodzenie architektoniczne grobowca od dawna budzi liczne kontrowersje. Dla jednych cała budowla zarówno cella jak i cokół wywodzą się z elamickich zigguratów. Inni wskazują na źródła urartyjskie, lub podwójne, cella z dwuspadowym dachem wywodząca się z Urartu, a schodkowa platforma z Mezopotamii. Na przeciwnym krańcu wskazywane jest pochodzenie greckie lub zachodnio anatolijskie. A obok są też twierdzenia o lokalnych rodzimych tradycjach irańskich (Nylander sugeruje mezopotamskie pochodzenie cokołu, a celli, jako " tradycyjnego irańskiego grobowca - domu" z charakterystycznym stromym dachem).
Głównym problemem w tej dyskusji jest brak informacji z Iranu. Nie wiadomo jak pochowano przodków Cyrusa, nie znamy sposobów pochówku władców Medów, zaś jedynymi znanymi starszymi miejscowymi grobowcami są prymitywne kisty ze spadzistymi dachami. A własne tradycje pogrzebowe i wierzenia religijne na pewno miały wpływ na formę grobu.
W stolicy Frygii, Gordion, jeden z poprzedników króla Midasa z końca VIII w. p.n.e. został pochowany w dużej drewnianej komorze z dwuspadowym dachem, w sercu wielkiego tumulusu, wiek później Lidyjczycy zastąpili drewniane komnaty mniejszymi kamiennymi z płaskimi dachami. Tu wyróżnia się grobowiec Alyattesa, ojca Krezusa, z ok. 560 r. p.n.e. Jego ogromne marmurowe bloki zostały obrobione z niesamowitą precyzją i doskonale wypolerowane. W niczym nie przypomina grobowca Cyrusa wyglądem zewnętrznym (tumulus), za to wnętrze komory grobowej jest niemal identyczne pod względem formy (nawet posiada podobny prosty gzyms pod sufitem) i rozmiarów (z dokładnością do kilku cali). Tu jeszcze można wymienić lidyjskie kurhany grobowe BT62.4 i BK71.1 z Bin Tepe, królewskiego cmentarza Sardes. O zachowaniu frygijskiej tradycji architektury drewnianej po wprowadzeniu kamiennych komnat grobowych w kurhanach zachodniej Anatolii świadczy tumulus Karaburun II (niedaleko Elmali) z V w. p.n.e. Jego kamienna komora ma dwuspadowy dach naczółkowy z centralnym, wewnętrznym blokiem szczytowym, dzielącym strop na dwie części oraz kilka innych miejscowych grobowców nawiązujących do frygijskiej tradycji dwuspadowych dachów. Co wskazuje, że podzielony wydrążony dach grobowca Cyrusa jest także cechą anatolijską.
Zachodnie pochodzenie schodkowego cokołu grobowca jest trudniejsze do udokumentowania. Grobowce frygijskie i lidyjskie nie miewały żadnego podium przed czasami Cyrusa. Tylko kilka grobowców cypryjskich z końca VII w. p.n.e. posiadało schody przed główną fasadą, zaś wszystkie wolno stojące zachodnio anatolijskie grobowce z potrójnymi cokołami (lub ich krotnością) pochodzą najwcześniej z końca VI w. p.n.e. Wynika stąd, że źródłem pomysłu wysokiego cokołu o ile pochodził z Anatolii był jakiś rzadki rodzaj lokalnego pomnika. Tu pojawia się enigmatyczny sześciostopniowy "Grobowiec Piramidowy" z Sardes, porównywany pierwotnie do cokołu z grobowca Cyrusa, a znany z niezwykłego typu schodów występujących też na platformie Tall-i Takht w Pasargady. Niewyjaśnione do końca pozostaje jednak czy rzeczywiście był to grobowiec i czy można go datować przed 546 r. p.n.e. A to nadal oznacza brak lokalnych wzorców.
Wszystko to nabiera jeszcze większego znaczenia po uwzględnieniu niekwestionowanego podobieństwa sposobu budowy grobowca do technik budowlanych i projektowych zachodniej Anatolii. Wkład grecki wyraża się na wiele sposobów poprzez jońskie jednostki metrologiczne i proporcje górnej części (Nylander). Inne zapożyczenia są widoczne w zewnętrznych listwach i użyciu ich do podkreślenia elementów konstrukcyjnych, zastosowaniu "cyma reversa" (kształt wypukło - wklęsły). Wydaje się, że rozwój "cyma reversa" i podstawowych elementów belkowania jońskiego, składającego się z gutt, kimationu i geisona, miał miejsce w latach 540-530 p.n.e., więc dokładnie w czasie budowy grobowca. Z tego powodu jego belkowanie ma nieortodoksyjne cechy. Na przykład, "cyma reversa" bardziej niż zwykle dominuje inne części gzymsu i chociaż grobowiec ma geison lub koronę powyżej "cyma reversa" poniżej nie ma gutt.
Także pierwotny trójdzielny podział: dolny cokół, górny cokół i cella wywodzi się z jońskich tradycji budowlanych. W odniesieniu do rozety nad wejściem, podobne dość często występują w sztuce greckiej, frygijskiej i lidyjskiej. Klamry, typu „jaskółczy ogon” i anathyrosis są charakterystyczne dla jońskich i lidyjskich technik budowlanych z czasów Cyrusa.
Podsumowując różne wpływy architektoniczne, mocne dowody wskazują na zachodnią Anatolię, przede wszystkim Lidię i Jonię. Pochodzenie schodkowego cokołu pozostaje niepewne i przez wielu kojarzone jest ze schodkowymi zigguratami. Gdyby nie to grobowiec stanowiłby syntezę elementów greckich, anatolijskich i irańskich.
Poszukując różnorakich źródeł architektonicznych nie można zapomnieć o najważniejszym: grobowiec został wybudowany dla Cyrusa i miał odzwierciedlać jego wierzenia, wybory, tradycje i standardy a także politykę. Zarówno architektura jak i sztuka achemenidzka cechowała się programowym eklektyzmem o wymiarze politycznym. Zatrudnienie budowniczych z różnych krain imperium, wprowadzenie nowych wzorów, metod i materiałów budowlanych oraz ostateczny wygląd miały przede wszystkim podkreślać wyjątkowy charakter Imperium Cyrusa.

## Dzień Cyrusa Wielkiego

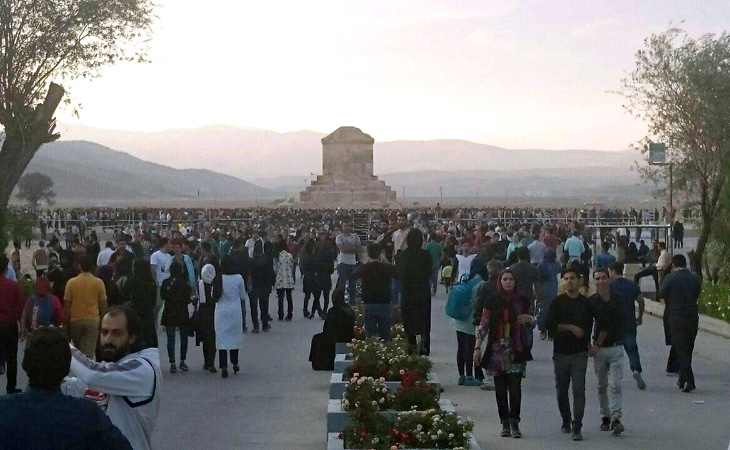
Irańczycy świętują Dzień Cyrusa Wielkiego w Pasargady (2554/2016/1394)

Dzień Cyrusa Wielkiego (perski: روز کوروش بزرگ trl. ruz-e kuroš-e bozorg), zwany też krótko Dniem Cyrusa (perski:روز کوروش trl. ruz-e kuroš), jest nieoficjalnym świętem w Iranie, które obchodzi się w grobowcu Cyrusa 29 października czyli 7 dnia miesiąca Aban według kalendarza irańskiego, to rocznica wejścia Cyrusa do Babilonu – symboliczna rocznica powstania Imperium Perskiego.

## Irański Nowy Rok
W Nowruz, czyli Irański Nowy Rok zgodnie z prastarą perską tradycją sięgającą czasów Achemenidów składano hołdy władcy. Dziś Irańczycy przybywają do Grobowca Cyrusa by radując się z okazji nowego roku uczcić pamięć i złożyć hołd Cyrusowi Wielkiemu jako twórcy państwa i narodu.